# Jaime Muñoz Pedroza

Wappen als Bischof von Arauca

Jaime Muñoz Pedroza (* 30. September 1958 in Ciénaga) ist ein kolumbianischer Geistlicher und römisch-katholischer Bischof von Girardot.

## Leben
Jaime Muñoz Pedroza empfing am 24. November 1984 die Priesterweihe.
Papst Benedikt XVI. ernannte ihn am 22. Oktober 2010 zum Bischof von Arauca. Die Bischofsweihe spendete ihm der Apostolische Nuntius in Kolumbien, Erzbischof Aldo Cavalli, am 4. Dezember desselben Jahres; Mitkonsekratoren waren Luis Augusto Castro Quiroga IMC, Erzbischof von Tunja, und Luis Madrid Merlano, Erzbischof von Nueva Pamplona. Die Amtseinführung im Bistum Arauca fand am 14. Dezember desselben Jahres statt. Als Wahlspruch wählte er Te basta mi Gracia.
Am 11. Juli 2018 ernannte ihn Papst Franziskus zum Bischof von Girardot. Die Amtseinführung erfolgte am 30. August desselben Jahres.
Vom 18. Juli 2020 bis zum 6. Februar 2021 war er zusätzlich Apostolischer Administrator des vakanten Bistums Espinal.